# Painting the Century: 101 Portrait Masterpieces 1900-2000

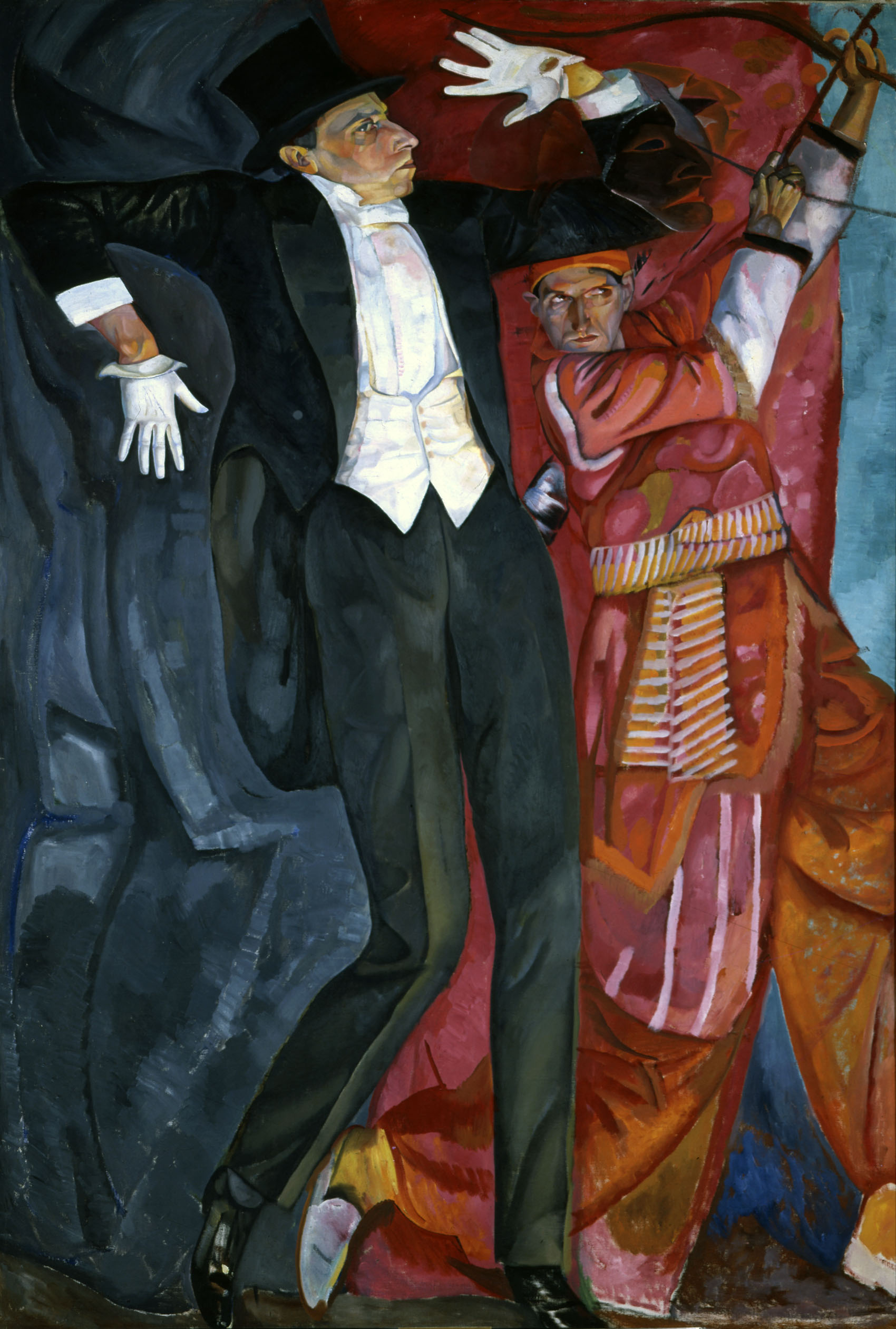
Boris Grigoriev, Retrato de Vsevolod Emilevich Meyerhold (1874-1940)

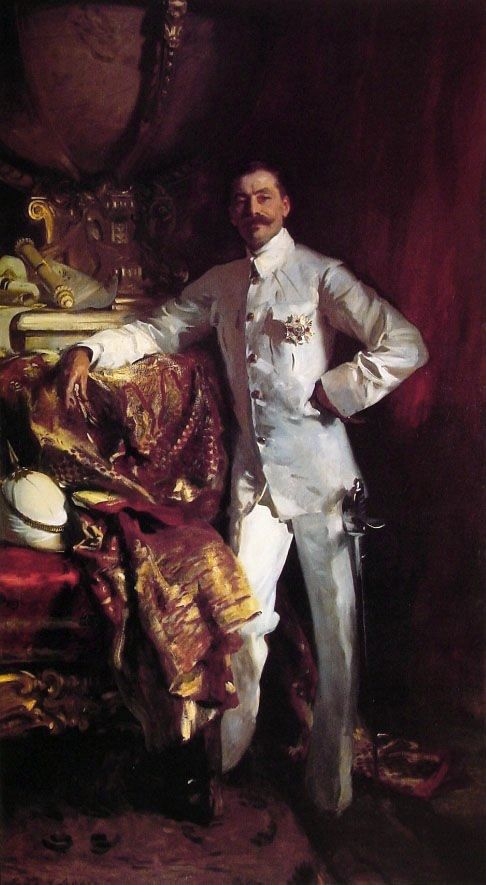
Sir Frank Swettenham by John Singer Sargent 1904

Painting The Century: 101 Portrait Masterpieces 1900-2000 (en español Pintar el siglo: 101 Grandes Retratos 1900-2000) fue una exposición internacional celebrada en la National Portrait Gallery de Londres del 26 de octubre de 2000 al 4 de febrero de 2001. La exposición presentaba una obra para cada año del siglo XX. Un libro con el mismo título, de Robin Gibson, conservador en jefe de la prestigiosa institución que presentó la exposición, con una introducción del profesor Norbert Lynton, incluye todos los trabajos de la exhibición, y fue publicado por la National Portrait Gallery.

## Contenido de la exposición.
Dividida en diez décadas, Painting the Century presentó un retrato cronológico de cada uno de los años del siglo XX, que ofrece una amplia descripción de algunos de los hitos culturales e históricos más importantes de una época turbulenta.

## Artistas expuestos
Entre los artistas, cuyos obras fueron presentadas, se pueden citar: Auerbach, Bacon, Cerrada, Dalí, Diez, Dubuffet, Lucian Freud, Giacometti, Grosz, Hockney, Hodgkin, Kitaj, Kokoschka, Modigliani, Picasso, Sargent, Cindy Sherman, Schiele, Sickert.

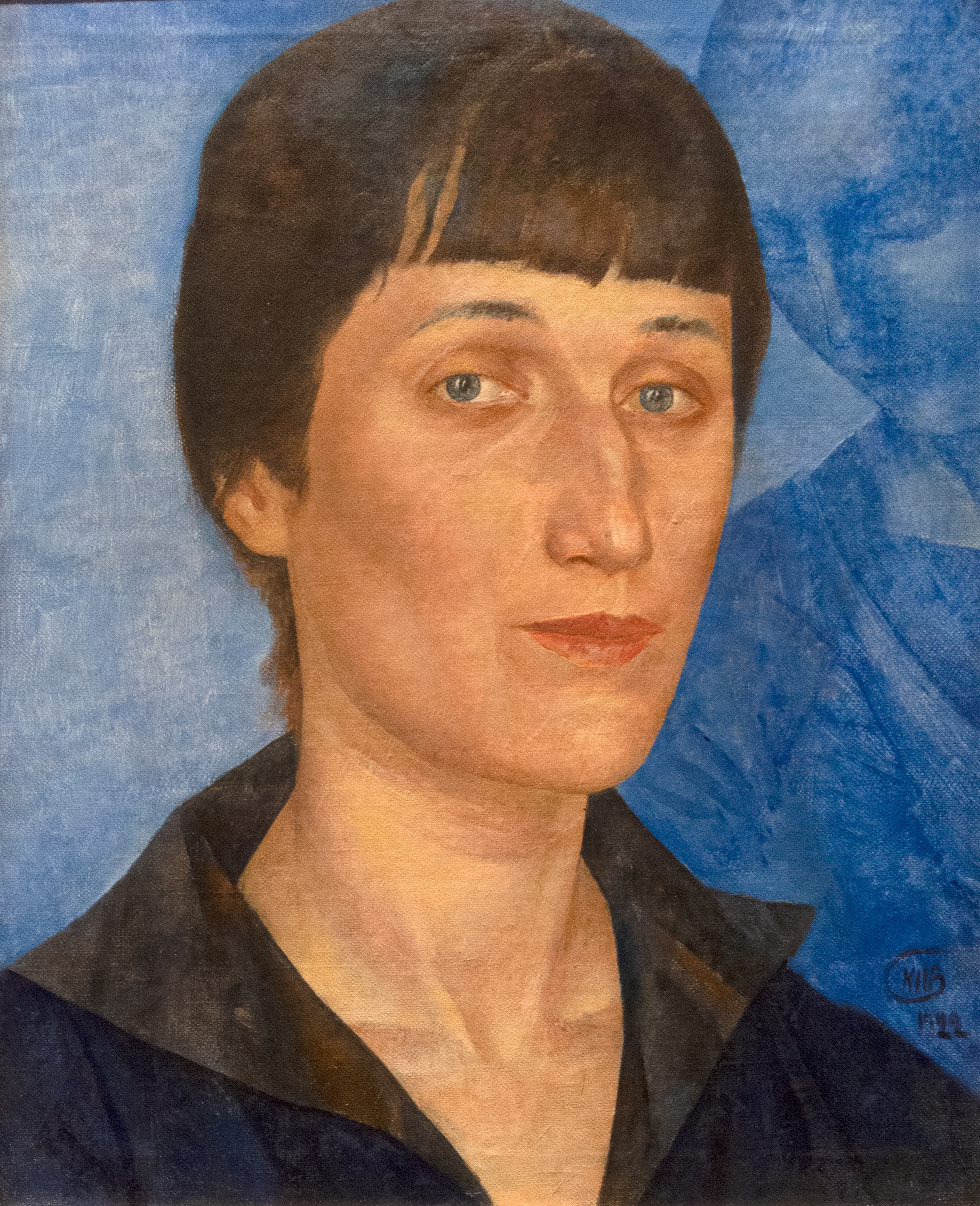
Kuzma Petrov-Vodkin. Anna Akhmatova. 1922

## Algunas de las obras expuestas
- Retrato de la Reina Victoria por Heinrich von Angeli, (1900),
- Sir Frank Swettenham por John Singer Sargent, (1904),
- Mujer que lleva una camisa por Pablo Picasso, (1905),
- Autorretrato sobre fondo rojo de Edvard Munch, (1906),
- William Wauer por Oskar Kokoschka, (1910),
- Carl Hagenbeck en su zoo por Lovis Corinth, (1911),
- Alice que lleva un gran sombrero por Roger de la Fresnaye, (1912),
- Un médico militar por Albert Gleizes, (1914),
- Vsevolod Meyerhold por Boris Grigoriev (1916),
- Hugo Koller por Egon Schiele, (1918),
- Anna Akhmatova por Kouzma Petrov-Vodkine, (1922),
- Charlie Chaplin por Fernand Leger, (1923-24),
- Lenin en la plaza roja por Isaak Brodsky (1924)
- Edith Sitwell por Pavel Tchelitchev, (1927),
- Cain or Hitler in Hell por George Grosz (1945)
- Henri Michaux por Jean Dubuffet, (1947),
- Sir James Dunn por Salvador Dalí (La Turbie), (1948)
- Somerset Maugham por Graham Sutherland, (1949)
- John Minton por Lucian Freud, (1952)
- Elvis Presley por Andy Warhol, (1963),
- El Parque de las fuentes por David Hockney, (1970),
- Andy Warhol por Jean-Michel Basquiat, (1984),
- Leigh Bowery por Lucian Freud, (1990),
- David Bowie y Iman por Stephen Finer, (1995),
- David Beckham, Éric Cantona y otros jugadores del equipo del Manchester United (The Art of the Game) por Michael Browne, (1997).
- Wanganui Heads, por John Beard, (1998),
- The boy/girl diptych, por Marty St James, (2000).